# Strada europea E57
La E57 è una strada europea che collega Sattledt a Lubiana. Come si evince dalla numerazione, si tratta di una strada intermedia con direzione nord-sud.

## Percorso
La E57 è definita con i seguenti capisaldi di itinerario: "Sattledt - Liezen - Sankt Michael - Graz - Maribor - Lubiana".